# Marianne Skåning
Marianne Skåning (født 1957) var en dansk atlet medlem af Vejle IF som i 1970'erne vandt to DM-medaljer i højdespring.

## Danske mesterskaber
- Bronze 1974 Højdespring 1,69
- Sølv 1973 Højdespring 1,71

## Personlige rekorder
- Højdespring: 1,73 Odense Atletikstadion 30. juni 1974
- Højdespring-inde: 1,70 Gymnastikhøjskolen i Ollerup 26. januar 1974
- 100 meter hæk: 16,9 29.september 1973